# Jean Nédorézoff
Pas d'image ? Cliquez ici

a Compétitions nationales et continentales officielles uniquement.

b Matchs officiels uniquement.
Jean Nédorézoff, né le 16 juillet 1931 à Narbonne (France) et mort le 14 janvier 2012 à Toulouse, est un joueur de rugby à XIII dans les années 1950 et 1960. Dans la vie civile, il avait créé une entreprise de chauffage et de climatisation avec son ami Robert Gayraud.
Il effectue la majeure partie de sa carrière sportive à Carcassonne avec lequel il atteint trois finales du Championnat de France en 1955, 1956, 1958, toutes perdues. Il rejoint par la suite Saint-Gaudens et dispute une nouvelle finale de Championnat de France en 1963 également perdue.
Fort de ses performances en club, il est sélectionné à deux reprises de l'équipe de France entre 1957 pour affronter l'Australie et la Grande-Bretagne aux côtés de Jacques Merquey, André Savonne et Claude Teisseire.

## Palmarès
- Collectif :
  - Finaliste du Championnat de France : 1955[2], 1956, 1958 (Carcassonne) et 1963 (Saint-Gaudens).